# Mohamed Kallon
Mohammed Kallon, né le 6 octobre 1979 à Kenema (Sierra Leone), est un footballeur sierra-léonais qui évolue au poste d'attaquant.

## Biographie
Mohammed Kallon joue dans de nombreux clubs au cours de sa carrière. Il se révèle à l'Inter Milan, avant d'être vendu à l'AS Monaco en 2005. Après une saison houleuse, déphasé avec le collectif monégasque malgré des qualités techniques évidentes, il est prêté au club saoudien d'Al Ittihad Djeddah. De retour un an plus tard sur le Rocher, il joue quelques matchs avant de rompre son contrat à l'amiable avec le club de la Principauté en août 2007.
En novembre 2007, libre de tout contrat, il doit signer un contrat avec le club saoudien d'Al Hilal Riyad mais ce dernier se rétracte à la dernière minute. Le club saoudien prétend qu'après avoir versé un acompte de 250 000$ à Mohamed Kallon, ce dernier aurait tenté de s'engager avec un club rival, l'Al Ittihad Djeddah. Kallon est suspendu trois ans par la fédération saoudienne de football pour cette affaire.
N'ayant jamais réussi à s'imposer en Principauté, il s'engage officiellement avec l'AEK Athènes pour une durée de six mois. Après avoir fait un an à Al Sha'ab Sharjah il est en contact avec un club vietnamien Hai Phong.
En octobre 2009, il rentre en Sierra Leone, pour jouer dans son club, le Kallon FC, pour au moins trois mois. Il espère promouvoir le football sierra-leonais et retrouver un club européen lors du mercato hivernal 2009-2010. En mars 2010, il signe en faveur du club chinois de Shaanxi Zhongxin et devient le joueur étranger le plus cher pour une équipe chinoise.

## Le Kallon FC
En 2002, Mohammed Kallon achète le club du Real Republicans FC pour 30 000$. Il s'appelle désormais le Kallon FC et joue en championnat sierra-léonais. Le club est champion de Sierra Léone en 2006.

## Palmarès
- Vainqueur de la Ligue des champions de l'AFC : 2005 (Al Ittihad).